# Komparzów (potok)
Komparzów (cz. Kompařov) – niewielki potok w północno-wschodnich Czechach, w Beskidzie Śląskim, prawobrzeżny dopływ Olzy. Długość ok. 3,9 km.
Źródła na wysokości ok. 680 m n.p.m. na zachodnich stokach góry Łączka (cz. Loučka; 835 m) w pasmie Stożka i Czantorii. Spływa generalnie w kierunku zachodnim na pograniczu wsi Gródek (na południu) i Bystrzycy (na północy). Płynie początkowo głęboko wciętą, nieco krętą doliną, całkowicie zalesioną i niezamieszkałą. Na wysokości ok. 400 m n.p.m. wypływa na teren doliny Olzy. Meandrując w głębokim, zarośniętym korycie przepływa pod linią kolejową Czeski Cieszyn-Mosty koło Jabłonkowa oraz pod biegnącymi równolegle do niej drogami nr I/68 (dawniej nr I/11) i nr 474, po czym na wysokości ok. 335 m n.p.m. wpada do Olzy.
Nazwa potoku notowana jest w dokumentach co najmniej od XVIII w.